# 藍田駅 (平安南道)
藍田駅（ラムジョンえき、朝鮮語: 람전역）は、朝鮮民主主義人民共和国平安南道价川市にある駅で、満浦線に属する。 

## 歴史
- 1941年9月16日：開業[1]。

## 隣の駅
満浦線
自作駅 - 藍田駅 - 球場青年駅